# Calophasia chleuha
Calophasia chleuha är en fjärilsart som beskrevs av Le Cerf 1929. Calophasia chleuha ingår i släktet Calophasia och familjen nattflyn. Inga underarter finns listade i Catalogue of Life.